# Elias Thomas
Elias Thomas (* 14. Januar 1772 in Portland, Province of Massachusetts Bay; † 5. August 1872 ebenda) war ein US-amerikanischer Geschäftsmann und Politiker, außerdem von 1823 bis 1827 und erneut von 1829 bis 1830 Maine State Treasurer. Er gehörte der  Abolitionismus-Bewegung an und war ein Unterstützer der Underground Railroad.

## Leben
Elias Thomas wurde als Sohn von Peter Thomas (1756–1807) und Kerenhappuck Cox Thomas (1749–1838) geboren.
Thomas war Direktor der Cumberland Bank und von 1823 bis 1827 und von 1829 bis 1830 State Treasurer von Maine. Der Thomas Block an der Commercial Street in Portland wurde nach ihm benannt.
Elias Thomas heiratete im Jahr 1802 Elizabeth Widgery Thomas (1779–1861). Sie hatten acht Kinder.
Die Familie Thomas setzte sich in Portland intensiv für die Anti-Sklaverei-Bewegung ein. Sie gehörten zur Underground Railroad, stellten ihr Haus als sicheres Haus zur Verfügung und halfen den entflohenen Sklaven sich ein neues Leben aufzubauen. Ihr ursprüngliches Haus in der India Street, beim großen Stadtbrand von 1865 verbrannt, ist eine der Stationen des Portland Freedom Trails. Elizabeth Thomas wird für ihre Unerschrockenheit und Einsatzbereitschaft als eine der Mütter von Maine angesehen. Charlotte J.
Thomas, die Tochter von Elias und Elizabeth, führte ihrem Bruder George Albert das Haus und gemeinsam mit ihm gehörte auch sie der Underground Railroad an.
Sein Sohn William Widgery Thomas wurde im Jahr 1860 zum Treasurer gewählt, nahm die Wahl jedoch nicht an. Elias Thomas starb am 5. August 1872 in Portland. Sein Grab befindet sich auf dem Eastern Cemetery in Portland. Es ist ebenso wie das Grab seiner Frau und das ihrer Tochter aufgelistet im Portland Freedom Trail als eines von acht Gräbern, in denen Mitglieder der Abolitionisten bestattet sind, die sich gegen die Sklaverei eingesetzt haben und sichere Häuser zur Verfügung gestellt haben.